# Gross Spannort
Gross Spannort (3198 m ü. M.) ist ein Berg in den Urner Alpen.

## Lage und Zugang
Der Gipfel des Grossen Spannort befindet sich auf dem Hochgebirgsrücken, der die Wasserscheide zwischen dem Tal der Engelberger Aa und der Urner Reuss bildet. 
In unmittelbarer Nachbarschaft, weniger als einen Kilometer in südsüdwestlicher Richtung, befindet sich das 3140 m hohe Chli Spannort. Knapp zwei Kilometer in nördlicher Richtung befindet sich Hinter Schloss, der 3133 m hohe Hauptgipfel des Schlossbergs.

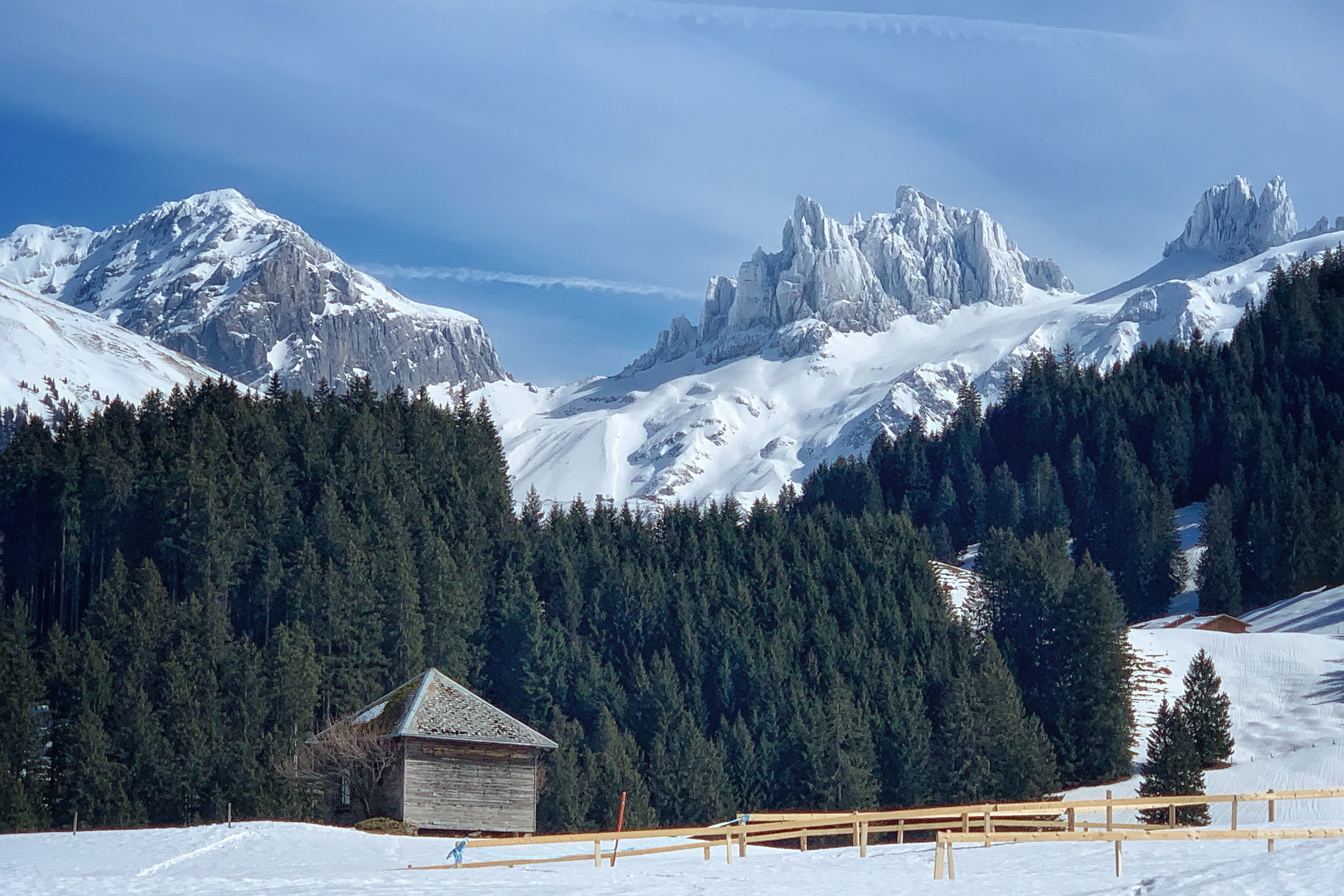
Schlossberg, Gross und Chli Spannort im Winter von der Gerschni aus gesehen

Von der Engelberger Herrenrütialp aus erreicht man auf einem einfachen, stark frequentierten Wanderweg, dem Lauf der Engelberger Aa folgend, die Alp Stäfeli mit ihrer im Sommer bewirtschafteten Alpgaststätte. Der weitere Weg führt über die Spannorthütte, die sich 670 Höhenmeter unterhalb der Schlossberglücke zwischen Schlossberg und Gross Spannort befindet. Ab der Schlossberglücke ist der Pfad eine hochalpine Route mit Kletterstellen und Gletscherquerungen, die nur mit Bergführer oder entsprechender Erfahrung zu bewältigen sind (Hochtouren-Schwierigkeit WS, Kletterschwierigkeit III).

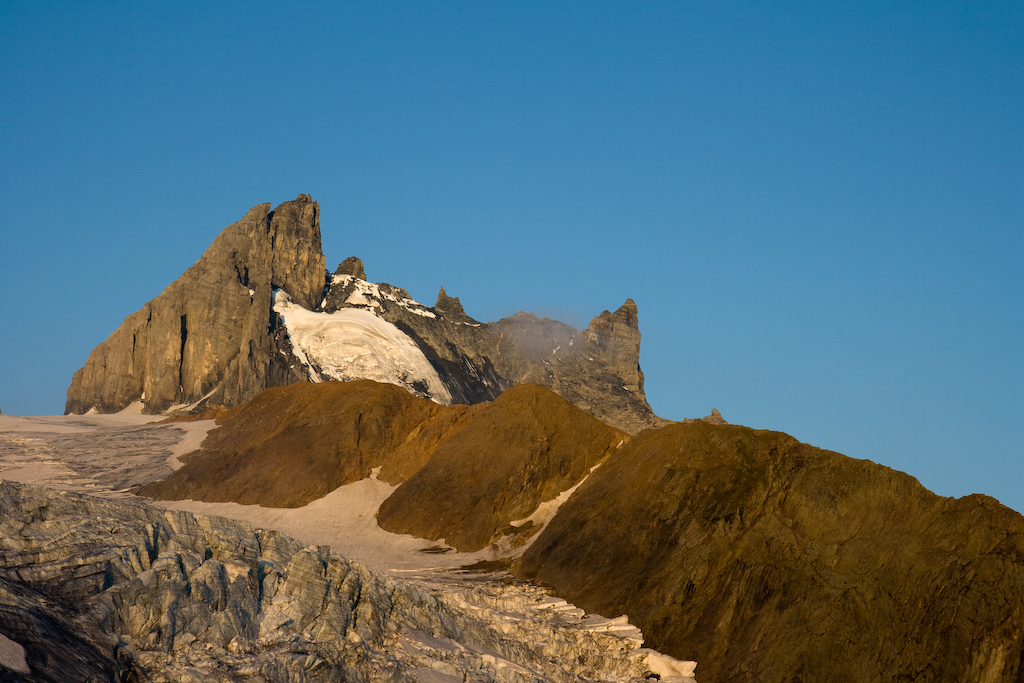
Gross Spannort vom Krönten aus gesehen

## Geologie
Der markant gezackte Berg besteht aus Kalkstein des Malm bis Unterkreide (Quinten-Formation) und braunem Jura auf einer Unterlage von Gneis.

## Geschichte
Die Herkunft des Namens ist ungeklärt. Möglich ist eine Herleitung aus mittelhochdeutsch Span = Streit, aber auch Span im Sinne von Holzspan kommt als Deutung in Frage. Die älteste überlieferte schriftliche Erwähnung des Berges und des benachbarten Chli Spannort, unter dem Namen grosser und kleiner Spaneter, datiert aus dem Jahre 1708. 
1867 wird das Grosse Spannort von den Briten John Sowerby, Waldemar Mansell, F. E. Thomphson und Robert Spankie, geführt von den Urner Bergführern Josef Maria Tresch-Exer und Ambros Zgraggen, zum ersten Mal bestiegen. Die Gruppe erreicht den Gipfel aus südlicher Richtung.
Im August 1928 erreicht erstmals eine Seilschaft über die schwierige Nordwand den Gipfel. Sie besteht aus Werner Weckert, Paul Bootz, Mathis Margadant und Fitz Bieri.
In der Nacht zum 28. Dezember 1961 kommt es am Chli Spannort zu einem Felssturz. Mehr als eine Million Kubikmeter Gestein stürzt auf das Gelände unterhalb der Alp Stäfeli. Durch den Luftdruck wird selbst auf der Hanggegenseite einige hundert Meter hoch die Vegetation vernichtet.